# Sugathakumari
Sugathakumari (Aranmula, 22 de enero de 1934-Thiruvananthapuram, 23 de diciembre de 2020) fue una poeta y activista india, que estuvo a la vanguardia de los movimientos ambientalistas y feministas en Kerala, sur de la India. Sus padres fueron el poeta y luchador por la libertad Bodheswaran y VK Karthiyayini Amma. Fue la secretaria fundadora de Prakrithi Samrakshana Samithi, una organización para la protección de la naturaleza, y de Abhaya, un hogar para mujeres indigentes y una guardería para enfermos mentales. Presidió la Comisión de Mujeres del Estado de Kerala. Jugó un papel importante en la protesta de Save Silent Valley.
Ganó numerosos premios y reconocimientos, incluidos el Premio Kerala Sahitya Akademi (1968), el Premio Kendra Sahitya Akademi (1978), el Premio Odakkuzhal (1982), el Premio Vayalar (1984), el Premio Indira Priyadarshini Vriksha Mitra (1986), el Premio Asan (1991), Premio Vallathol (2003), Beca Kerala Sahitya Akademi (2004), Ezhuthachan Puraskaram (2009), Saraswati Samman (2012), Premio Literario Mathrubhumi (2014) y Premio Literario ONV (2017). En 2006, fue honrada con Padma Shri, el cuarto honor civil más alto del país.

## Biografía

### Primeros años
Nació en Aranmula el 22 de enero de 1934 en Vazhuvelil Tharavadu. Su padre fue Keshava Pillai, conocido como Bodheswaran, era un famoso pensador y escritor de Gandhi que participó en la lucha por la libertad del país y su madre VK Karthiyayini Amma era una conocida erudita y profesora de sánscrito. Después de graduarse de la University College, Thiruvananthapuram, Sugathakumari obtuvo una maestría en filosofía en 1955 y pasó tres años investigando sobre el tema de Estudio comparativo del concepto de Moksha en las escuelas de filosofía indias, pero no completó la tesis.

### Carrera literaria
El primer poema de Sugathakumari, que publicó bajo un seudónimo en un semanario en 1957, atrajo una gran atención. En 1968 ganó el premio Kerala Sahitya Akademi de poesía por su trabajo Pathirappookal (Flores de medianoche). Raathrimazha (Night Rain) ganó el Premio de la Academia Kendra Sahitya en 1978. Sus otras colecciones incluyen Paavam Manavahridayam, Muthuchippi, Irulchirakukal y Swapnabhoomi. La poesía anterior de Sugathakumari trataba principalmente de la búsqueda trágica del amor y se considera más lírica que sus obras posteriores, en las que la sensibilidad tranquila y lírica es reemplazada por respuestas cada vez más feministas al desorden social y la injusticia. Las cuestiones medioambientales y otros problemas contemporáneos también se describen claramente en su poesía.
Sugathakumari fue descrita como uno de los poetas malayalam contemporáneos más sensibles y filosóficos. Su poesía se basaba en su tristeza. En una entrevista, dijo: «Me ha inspirado a escribir principalmente a través de mis trastornos emocionales; pocos de mis poemas pueden llamarse alegres. Pero en estos días siento que estoy alejándome lentamente de todo, hacia un mundo que es inútil. o sin sentido.» Las obras más famosas de Sugathakumari incluyen Raathrimazha, Ambalamani (campana del templo) y Manalezhuthu. 
Sugathakumari también escribió literatura infantil y recibió un Premio a la contribución de por vida a la literatura infantil, instituido por el Instituto Estatal de Literatura Infantil, en 2008. También tradujo muchos trabajos al malayalam.
Ganó muchos otros premios por sus obras literarias, incluido el Premio Vayalar y Ezhuthachan Puraskaram, el más alto honor literario del Gobierno de Kerala. En 2004, recibió la beca Kerala Sahitya Akademi Fellowship. Ganó el Saraswati Samman en 2012, siendo solo la tercera escritora malayalam en hacerlo. También ganó el premio Pandit Karuppan. Fue la editora principal fundadora de Thaliru, una revista para niños publicada por el Instituto Estatal de Literatura Infantil de Kerala.

### Actividad social
Sugathakumari se desempeñó como secretaria de la Sociedad para la Conservación de la Naturaleza, Thiruvananthapuram. A fines de la década de 1970, dirigió un exitoso movimiento a nivel nacional, conocido como Save Silent Valley, para salvar algunos de los bosques naturales más antiguos del país, el Silent Valley en Kerala, de la inmersión como resultado de un proyecto hidroeléctrico planificado. Su poema Marathinu Stuthi (Oda a un árbol) se convirtió en un símbolo de la protesta de la comunidad intelectual y fue la canción de apertura de la mayoría de las reuniones de la campaña Save Silent Valley. Fue la secretaria fundadora de Prakrithi Samrakshana Samithi, una organización para la protección de la naturaleza. También participó activamente en varios movimientos de mujeres de la década de 1970 y se desempeñó como presidenta de la Comisión de Mujeres del Estado de Kerala.
Por otro lado fundó Abhaya (refugio), una organización que brinda refugio a pacientes mentales femeninas, después de estar consternada por las condiciones en el hospital psiquiátrico administrado por el gobierno en Thiruvananthapuram.
Además recibió el Premio Bhattia de Ciencias Sociales, el Premio Sacred Soul International, el Premio Lakshmi por servicio social y el primer Premio Indira Priyadarshini Vriksha Mitra del Gobierno de la India por sus esfuerzos en la conservación del medio ambiente y la forestación.

### Fallecimiento
Falleció el 23 de diciembre de 2020, por complicaciones del COVID-19, en el Government Medical College Thiruvananthapuram.

## Obras
- Mutthuchippi (Pearl y Oyster ; 1961)
- Pathirappookkal (Flores de medianoche ; 1967)[20]
- Paavam Pavam Manava Hrudayam (Pobre corazón humano ; 1968)[21]
- Pranamam (saludo ; 1969)[22]
- Irul Chirakukal (Las alas de la oscuridad ; 1969)[23]
- Raathrimazha (Lluvia nocturna ; 1977)[24]
- Ambalamani (Campana del templo ; 1981)
- Kurinjippookkal (Kurinji Flowers ; 1987)[25]
- Thulaavarshappacha (El verde del monzón ; 1990)[26]
- Radhayevide (¿Dónde está Radha?; 1995)
- Devadasi (1998)
- Manalezhuthu (La escritura sobre la arena ; 2006)[27]
- Abhisarika[28]
- Sugathakumariyude Kavithakal[29]
- Krishnakavithakal
- Megham Vannu Thottappol
- Poovazhi Maruvazhi[30]
- Kaadinu Kaaval[31]

## Premios y reconocimientos

### Honores civiles
- 2006 : Padma Shri[12]

### Premios literarios
- 1968: Premio Kerala Sahitya Akademi de poesía por Pathirappookkal[32]
- 1978: Premio Kendra Sahitya Akademi por Rathrimazha[33]

- 1984: Premio Vayalar por Ambalamani
- 1990: Premio Asan[34]
- 2001: Premio Lalithambika Sahitya
- 2003: Premio Vallathol[35]
- 2004: Beca Kerala Sahitya Akademi
- 2004: Premio Balamaniamma[36]
- 2007: Premio P. Kunhiraman Nair por Manalezhuthu[37]
- 2008: Premio de poesía Mahakavi Pandalam Keralavarma[38]
- 2008: Premio a la contribución de por vida a la literatura infantil
- 2009: Premio Ezhuthachan
- 2009: Basheer Puraskaram[14]
- 2013: Saraswati Samman para Manalezhuthu[39]
- 2013: Premio PKV de Literatura
- 2013: Premio Pandit Karuppan
- 2014: Premio Literario VT[40]
- 2014: Premio Literario Mathrubhumi[41]
- 2014: Premio Thoppil Bhasi
- 2017: Premio Literario ONV[42]
- 2019: Premio Kadammanitta Ramakrishnan

### Otros premios
- 1986: Premio Indira Priyadarshini Vriksha Mitra
- 2006: Panampilly Prathibha Puraskaram
- 2007: Premio Streesakti
- 2007: Premio K. Kunhirama Kurup
- 2009: Premio MTChandrasenan